# Dusona carinata
Dusona carinata là một loài tò vò trong họ Ichneumonidae.